# St. Martinville (Luisiana)
St. Martinville é uma cidade localizada no estado americano de Luisiana, na Paróquia de St. Martin.

## Demografia
Segundo o censo americano de 2000, a sua população era de 6989 habitantes.

## Geografia
De acordo com o United States Census Bureau tem uma área de
7,8 km², dos quais 7,8 km² cobertos por terra e 0,0 km² cobertos por água.

## Localidades na vizinhança
O diagrama seguinte representa as localidades num raio de 20 km ao redor de St. Martinville.